# Acalypha acapulcensis
Acalypha acapulcensis là một loài thực vật có hoa trong họ Đại kích. Loài này được Fernald mô tả khoa học đầu tiên năm 1897.